# Henjō
Henjō (816 - 12 de febrer del 890) fou un monjo budista i poeta yamato-uta japonés. El seu nom de naixement era Yoshimine no Munesada (良岑宗貞). Segons el Kokin Wakashū era a la llista dels sis millors poetes de waka i un dels trenta-sis immortals de la poesia.
Fou el vuité fill del Dainagon Yoshimine no Yasuyo, que era fill de l'emperador Kanmu i que fou relegat a la vida civil. Henjō començà la seua vida com a cortesà, fou assignat com a kurôdo o camarlenc de l'emperador Ninmyō. Al 849 fou cap del Kurōdo. Després de la mort de l'emperador Ninmyō, Henjō es feu monjo per esmenar el seu sofriment.
Fou monjo de l'escola del Tendaishū. El 877 funda el Gankei-ji a Yamashima, actualment al sud-est de Kyoto. El 869 havia fundat un altre temple, Urin-in, a Murasakino, al nord de Kyoto i administrava tots dos temples. El 885 ascendí a Sōjō (summe sacerdot) i l'anomenaven Kazan Sōjō.
S'aplegaren 35 waka seus en les antologies imperials, incloent el Kokin Wakashū.
El seu fill, el monjo Sosei, també fou un poeta de waka.